# Подольськ (Червоногвардійський район)
Подо́льськ (рос. Подольск) — село у складі Червоногвардійського району Оренбурзької області, Росія.

## Населення
Населення — 703 особи (2010; 797 у 2002).
Національний склад (станом на 2002 рік):
- росіяни — 55 %